# Irak világörökségi helyszínei
Irak területéről eddig hat helyszín került fel a világörökségi listára, tizenöt helyszín a javaslati listán várakozik a felvételre. 
| | Hatra |
| 1985 |       |
| A veszélyeztetett világörökségi helyszínek listájára került: 2015 |       |
| Kulturális (II)(III)(IV)(VI) |       |
| Védett terület: 323,75 ha, hivatkozás: 277 |       |
| A Moszultól száz kilométerre délnyugatra fekvő Hatrát az i. e. 5. században alapították egy fontos mezopotámiai karavánút mellett. A selyemút egyik állomásaként olyan jelentőségre tett szert mint szíriai Palmüra, a libanoni Baalbek vagy a jordániai Petra. A településre nagy hatással volt a Pártus Birodalom, ebből a korból származó kettős erődrendszerének köszönhetően i. sz. 168-ban és i. sz. 198-ban is ellenállt a római támadásoknak. A várost 240 körül perzsák foglalták el és lerombolták. A gyűrű alakú városfalak által körbezárt terület körülbelül 2 négyzetkilométer. A szinte érintetlen állapotban fennmaradt falakat széles árok választja el egymástól. A ma is látható romok legnagyobb része a hellenisztikus és a római korból való. Hatra építészetében a hellenisztikus és római stílusjegyek keleti díszítőelemekkel keverednek. A Nagy templom udvar felé nyitott nagyméretű, boltíves csarnoka a perzsa hagyományok újjáéledésére utal. A maradványok jó része templomokból származik, de a falakon belül folytatott ásatások során számos pártus stílusú faragvány és szobor is előkerült. Ezek a magas művészi színvonalú faragványok isteneket, uralkodókat és előkelőségeket ábrázolnak. Az ország területén zajló háború miatt a helyszín felkerült a veszélyeztetett világörökségi helyszínek listájára. |       |

| | Assur |
| 2003 |       |
| A veszélyeztetett világörökségi helyszínek listájára került: 2003 |       |
| Kulturális (III)(IV) |       |
| Védett terület: 70 ha, puffer zóna: 100 ha, hivatkozás: 1130 |       |
| Assur a mai Irak északi részén, a Tigris folyó mentén fekszik, és egykor az Asszír Birodalom fővárosa volt. Itt volt a birodalom vallási központja is a főisten, Assur szentélyével. Az öntözéses földművelési zóna egykori határán található települést a sumerek alapították az i. e. 3. évezredben. Körülbelül ezer évvel később a kereskedelemnek köszönhetően fejlődésnek indult, majd egészen i. e. 614-ig, az Asszír Birodalom bukásáig fennállt, amikor a méd és babiloni hadsereg lerombolta. Az i. sz. 1. században a város a Pártus Birodalom egyik közigazgatási központjává vált, de nem sokkal később, a 3. század közepén véglegesen lerombolták. Feltárása a 20. század elején kezdődött Walter Andrae német régész vezetésével de kissé háttérbe szorult a Nimrudból és Ninivéből előkerült sokkal monumentálisabb műalkotások miatt. A korai ásatásokból származó leletanyag egy jelentős részét, köztük szövegeket még azóta sem publikálták. A településen nyomon követhető az építészeti stílus változása a sumér-akkád kortól az asszírok bukásán át egészen a pártus időkig. Az ország területén zajló háború miatt a helyszín felkerült a veszélyeztetett világörökségi helyszínek listájára. |       |

| | Szamarra |
| 2007 |          |
| A veszélyeztetett világörökségi helyszínek listájára került: 2007 |          |
| Kulturális (II)(III)(IV) |          |
| Védett terület: 15 058 ha, puffer zóna: 31 414 ha, hivatkozás: 276 |          |
| A Tigris felső folyásánál álló Szamarra helyén egykor Mezopotámia egyik jelentős városa állt. A város területének eddig csak az egyötödét tárták fel. A mai Szamarrát a 9. században építette al-Mutaszim kalifa és innen kormányozták a Tunéziától Közép-Ázsiáig terjeszkedő Abbászida Kalifátus tartományait. A vályogtéglákból emelt várost nem erősítették meg falakkal, mert a települést körülvevő csatornarendszer és a folyó természetes védelmet nyújtottak lakosai számára. Al-Mutaszim kisebbik fia I. al-Mutavakkil építtette a város keleti felében álló Nagymecsetet, amely mellett a híres, 52 méter magas csigalépcsős minaret áll. A minaretet feltételezhetően az ókori zikkuratok alapján tervezték. A mecsetet a várossal ellentétben fallal vették körül, a falakat szabályos távolságra elhelyezett félkör alakú tornyokkal erősítették meg. A kalifa palotáját a főutcán, a folyó mellett építették fel, és ez az egyetlen olyan palota, ami a 9. századból fennmaradt. Szamarrában olyan építészeti és díszítőművészeti fejlődés vette kezdetét, amely a birodalom határain kívül is hatást gyakorolt, innen terjedt el a faragott stukkók használata és egy újfajta porcelánfényezési technika is. Az ország területén zajló háború miatt a helyszín felkerült a veszélyeztetett világörökségi helyszínek listájára. |          |

| | Erbíli citadella |
| 2014 |                  |
| Kulturális (IV) |                  |
| Védett terület: 15,6 ha, puffer zóna: 268,34 ha, hivatkozás: 1437 |                  |
| Erbíl, az ókori Arbil citadellája egy megerősített épületegyüttes az ország kurdok lakta területén, Erbil Kormányzóságban az azonos nevű város központjában. A városképet uraló erőd egy ovális, 25-32 méter magas tell tetején helyezkedik el. Ez a tell egy mesterséges domb, ami úgy alakult ki, hogy az egymást követő generációk mindig ugyanarra a helyre, a korábbiak elegyengetett romjaira építették vályogtégla házaikat. A terület már az i. e. 5. évezredben lakott volt, legkorábban egy Eblából származó ékírásos táblán említik i. e. 2300 körül. Az Asszír Újbirodalom idején fontos központ volt, befolyását megőrizte a keresztény korban is egészen 1258-ig, amikor a mongolok elfoglalták. Ezután fokozatosan elvesztette jelentőségét. Jelenleg látható külső fala 19. századból származik és nagyrészt egymás mellé épült házak homlokzatából áll. A falak közelébe körülbelül harminc városi palotát építettek. A citadellát három közigazgatási részre osztották, az egyikben a nemesi családok a másikban a dervisek a harmadikban a kézművesek laktak. A citadella egyetlen megmaradt vallási épülete a Mulla Effendi-mecset |                  |

| | Ahwar Dél-Irakban |
| 2016 |                   |
| Vegyes (III)(V)(IX)(X) |                   |
| Védett terület: 211 544 ha, puffer zóna: 209 321 ha, hivatkozás: 1481 |                   |
| Az „Ahwar Dél-Irakban” világörökségi helyszín négy mocsaras területből és három régészeti lelőhelyből áll. A térség a késő pliocén-korai pleisztocén földtörténeti korban alakult ki. Az i. e. 5. és az i. e. 3. évezredben az Perzsa-öböl vízszintje elérte maximális magasságát, ekkor a tengerpart a mainál lényegesen beljebb volt a szárazföldön. A rendkívül száraz térséget jelenleg a Tigris és az Eufrátesz folyók látják el vízzel. Ezen a területen fejlődtek ki a legkorábbi városok, köztük a helyszínhez tartozó Uruk, Ur és Eridu, kialakult az írás és monumentális építészet vályogtégla templomok formájában. A három település fontos vallási, politikai, gazdasági és kulturális központ volt nagyméretű középületekkel, zikkuratokkal, templomokkal, palotákkal, városfalakkal és vízelosztó rendszerekkel. Az i. e. 2. évezred elején a tenger elkezdett visszahúzódni, ami hozzájárult a városok hanyatlásához. Ahwar jelenlegi formáját körülbelül 3000 évvel ezelőtt nyerte el és egyike a legnagyobb olyan mocsaras területeknek, amelyeket sivatagos környezetben alakultak ki. A párolgás szintje extrém magas, miközben az éves csapadék mennyisége elhanyagolható. |                   |

| | Babilon |
| 2019 |         |
| Kulturális (III)(VI) |         |
| Védett terület: 1 054,3 ha, puffer zóna: 154,5 ha, hivatkozás: 278 |         |
| Babilon romjai a fővárostól, Bagdadtól nyolcvanöt kilométerre délre helyezkednek el. A település i. e. 612 és i. e. 539 között Újbabiloni Birodalom fővárosa volt. Az ősi várost kisebb települések, falvak, megművelt területek vették körbe. A település romjai, a külső és belső városfalak, a paloták és templomok mind az ókori világ egyik jelentős birodalmának megmaradt emlékei. Egymást követő államszervezetek székhelye volt olyan uralkodók alatt mint Hammurapi és Nabukodonozor. Megjeleníti a hatalma csúcsán lévő Óbabiloni Birodalom erejét és kreativitását. Itt volt az ókori világ hét csodája közül is az egyik -Szemiramisz függőkertje- ami világszerte inspirált művészeket. Ezenkívül hatott a helyi vallásra is és modern kori popkulturális hatása is kimutatható. |         |

## Javasolt helyszínek
| Név                                                                       | Kép | Típus      | Kritérium             | Év   | Hiv. |
| ------------------------------------------------------------------------- | --- | ---------- | --------------------- | ---- | ---- |
| Dúr-Kurigalzu                                                             |     | kulturális | I, II, III, IV, V     | 2025 |      |
| Mekkai zarándoklat, a Zubajda útvonal Irak és Szaúd-Arábia közös jelölése |     | kulturális | II, IV, VI            | 2022 |      |
| Kirkuk citadellája                                                        |     | kulturális | III, IV               | 201  |      |
| Lalish templom                                                            |     | kulturális | III, VI               | 2020 |      |
| Moszul óvárosa                                                            |     | kulturális | III, V, VI            | 2018 |      |
| Nippur                                                                    |     | kulturális | III, VI               | 2017 |      |
| Besztanszur újkőkori település                                            |     | kulturális | III, IV               | 2017 |      |
| Al-Ruszafa történelmi épületei a Tigris folyó partján                     |     | kulturális | I, II, IV, VI         | 2014 |      |
| Amedi                                                                     |     | vegyes     | I, II, III, VII, VIII | 2011 |      |
| Vádi asz-Szalám temető                                                    |     | kulturális | III, V, VI            | 2011 |      |
| Dzu l-Kifl                                                                |     | kulturális | I, II, III, IV, V, VI | 2010 |      |
| Nimrud                                                                    |     | kulturális | I, II, III            | 2000 |      |
| Ninive                                                                    |     | kulturális | I, II, III, IV, V, VI | 2000 |      |
| al-Uhajdar erődje                                                         |     | kulturális | I, II                 | 2000 |      |
| Vászit                                                                    |     | kulturális | I, II, IV             | 2000 |      |